# كلورامفينيكول
كلورامْفينيكول(1) هو مضادٌ حيوي مفيدٌ لعلاج عددٍ من الالتهابات البكتيريَّة، حيث يستخدم مرهمًا للعين لعلاج التهاب الملتحمة، وعبر الفم أو الوريد لعلاج التهاب السحايا والطاعون والكوليرا وحمى التيفوئيد. لا يوصى باستعماله عبر الفم أو الوريد في حال توافر مضادٍ حيوي أكثر أمانًا، كما يوصى بمراقبة مستويات الدواء في الدم ومستويات خلايا الدم كل يومين أثناء العلاج.
قد يُسبب الكلورامفينيكول عددًا من الآثار الجانبيَّة، وتتضمن كبت نِقْي العظم والغثيان والإسهال، كما قد يؤدي كبت النِقْي إلى الوفاة. لتقليل مخاطر الآثار الجانبيَّة، فإنَّ مدة العلاج يجب أن تكون قصيرةً قدر الإمكان. قد يحتاج الأشخاص الذين يعانون من مشاكل في الكبد أو الكلى إلى جرعاتٍ أقل. أما في الرضع الصغار، فقد تحدث حالةٌ تُعرف باسم متلازمة الطفل الرمادي والتي تؤدي إلى انتفاخ المعدة وانخفاض ضغط الدم. لا ينصح عادةً باستخدامه في أواخر الحمل وأثناء الرضاعة الطبيعية. يعد الكلورامفينيكول مضادًا حيويًا واسع الطيف والذي يوقف نمو البكتيريا عادةً عبر إيقاف إنتاج البروتينات.
اكتُشف الكلورامفينيكول بعد عزله من المُتَسلسلة الفنزويليَّة عام 1947. حددت بنيته الكيميائية وصنّع للمرة الأولى عام 1949، كما أُدرج في قائمة الأدوية الأساسية النموذجية لمنظمة الصحة العالمية.

## الاستعمالات الطبية
كان الكلورامفينيكول يستعمل أساسًا في علاج التيفوئيد، ولكن ظهور السلمونيلا التيفيَّة المقاومة لأدويةٍ متعددة أدى إلى نُدرة استعماله لهذا الغرض إلا إذا كان الكائن الحي حساسًا له.[بحاجة لمصدر طبي] لم تعد منظمة الصحة العالمية توصي باستعمال الكلورامفينيكول فقط كخطٍ أول لعلاج التهاب السحايا في البلدان منخفضة الدخل، ولكنها توصي بأنه يمكن استعماله بحذرٍ إذا لم تكن هناك بدائل متاحة.
أعيد تقييم الكلورامفينيكول خلال العقد الماضي بكونه عاملًا قديمًا له إمكاناتٌ ضد الالتهابات الجهازية بسبب الكائنات الحية الدقيقة إيجابية الغرام المقاومة لأدوية متعددة (وتتضمن المكورة المعوية المقاومة للفانكوميسين). أظهرت البيانات المخبريَّة نشاطًا ضد غالبية (>80%) سلالات المعوية البرازيَّة المقاومة للفانكوميسين.
أما على مستوى الوقاية من التهاب باطن المقلة، وهو أحد مضاعفات جراحة الساد، فقد وجدت مراجعةٌ منهجية أجريت عام 2017 أدلةً معتدلة على أنَّ استخدام قطرات العين المحتوية على الكلورامفينيكول بالإضافة إلى حقنة مضاد حيوي (سيفيوروكزيم أو بنسلين) من المرجح أن يقلل من خطر الإصابة بالتهاب باطن المقلة، مقارنةً بقطرات العين أو حقن المضادات الحيويَّة وحدها.

### الطيف
يعد الكلورامفينيكول مضادًا حيويًا واسع الطيف، كما أنه فعالٌ في علاج عداوى العين مثل التهاب الملتحمة والتهاب الجفن وغيرها التي تسببها عدة أنواعٍ من البكتيريا والتي تشمل المكورة العنقودية الذهبيَّة والمكورة الرئويَّة والإشريكيَّة القولونيَّة. ولكنه غير فعالٍ ضد الزائفة الزنجاريَّة. تمثل بيانات القابلية التالية التركيز المثبط الأدنى لبعض الكائنات الحية ذات الأهمية الطبية.
- الإشريكيَّة القولونيَّة: 0.015 – 10,000 مكغ/مل
- المكورة العنقودية الذهبيَّة: 0.06 – 128 مكغ/مل
- المكورة الرئويَّة: 2 – 16 مكغ/مل

تعتمد كلٌ من هذه التركيزات على سلالة البكتيريا المستهدفة. فمثلًا، تظهر بعض سلالات الإشريكيَّة القولونيَّة مقاومةً تلقائيةً للكلورامفينيكول.

### المقاومة
توجد ثلاث آلياتٍ معروفة لمقاومة الكلورامفينيكول: انخفاض نفوذية الغشاء، وطفرة في الوُحيدة الريبوسومية 50 سفدبيرج [الإنجليزية]، وإنتاج ناقلة أسيتيل الكلورامفينيكول. من السهل اختيار انخفاض نفوذية الغشاء للكلورامفينيكول في المختبر عن طريق المرور التسلسلي للبكتيريا، وهذه هي الآلية الأكثر شيوعًا لمقاومة الكلورامفينيكول منخفضة المستوى. أما المقاومة عالية المستوى فتمنح بواسطة جين ناقلة أسيتيل الكلورامفينيكول (الاسم العلمي: cat-gene)؛ ويشفر هذا الجين إنزيم ناقلة أسيتيل الكلورامفينيكول [الإنجليزية]، والذي يعطل الكلورامفينيكول عن طريق ربط تساهمي لمجموعة أو مجموعتين من الأسيتيل، المشتقة من أسيتيل-إس-مرافق الإنزيم-أ (الاسم العلمي: acetyl-S-coenzyme A)، بمجموعات الهيدروكسيل على جزيء الكلورامفينيكول، وبدورها تمنع الأسْتلة الكلورامفينيكول من الارتباط بالريبوسوم. تعد الطفرات المسببة للمقاومة في الوُحيدة الريبوسومية 50 سفدبيرج نادرة.[بحاجة لمصدر طبي]
قد تُحمل مقاومة الكلورامفينيكول على بلازميدٍ يشفر أيضًا مقاومةً لأدويةٍ أخرى، ومن الأمثلة على ذلك بلازميد أ.ك.كو.ت «ACCoT» (A=أمبيسيلين، C=كلورامفينيكول، Co=كوتريموكسازول، T=تيتراسايكلن)، الذي يساهم في المقاومة المتعددة للأدوية في التيفوئيد (تسمى أيضًا عوامل المقاومة [الإنجليزية]).[بحاجة لمصدر طبي]
منذ عام 2014، أصبحت بعض سلالات المعوية البرازيَّة والزائفة الزنجاريَّة مقاومةً للكلورامفينيكول. كما طورت بعض سلالات الفيونيلة [الإنجليزية] والمكورة العنقودية الرأسيَّة [الإنجليزية] مقاومةً للكلورامفينيكول بدرجاتٍ متفاوتة. أيضًا هناك بعض جينات المقاومة الأخرى المعروفة، مثل هيدرولاز الكلورامفينيكول، وناقلة فسفات الكلورامفينيكول.

## الآثار الجانبية

### فقر الدم اللاتنسجي
يُعد فقر الدم اللاتنسجي أخطر الآثار الضائرة للعلاج بالكلورامفينيكول، وعلى الرغم أنه نادر الحدوث إلا أنه مميت أحيانًا. كما يعد خطر الإصابة بفقر الدم اللاتنسجي مرتفعٌ لدرجةٍ تكفي للبحث عن بدائل للكلورامفينيكول. وعلى الرغم من أنَّ علاجات فقر الدم اللاتنسجي متاحةٌ إلا أنها باهظة الثمن، وأيضًا لا توجد طريقة للتنبؤ بمن قد يعاني أو لا يعاني من هذا التأثير الضائر، حيث أنه يحدث عادةً بعد أسابيعٍ أو أشهرٍ من توقف العلاج، وقد يكون هناك دورٌ للقابلية الوراثيَّة. لا يُعرف ما إذا كان مراقبة تعداد الدم لدى المرضى قد يمنع تطور فقر الدم اللاتنسجي، ولكن يُنصح المرضى بإجراء تعداد دم أساسي مع تكراره كل بضعة أيام أثناء العلاج. يجب التوقف عن تناول الكلورامفينيكول إذا انخفض تعداد الدم الكامل. يزداد خطر هذا التأثير عند استعمال الكلورامفينيكول عن طريق الفم (يؤثر على 1 من كل 24,000–40,000) وأقل خطرٍ يحدث مع قطرات العين (تؤثر على أقل من واحد من كل 224,716 وصفة طبية).
الثيامفينيكول [الإنجليزية] هو مركبٌ مشابهٌ للكلورامفينيكول وله طيفٌ مماثل من النشاط. يتوفر في إيطاليا والصين للاستعمال البشري، ولم يرتبط نهائيًا بفقر الدم اللاتنسجي. يقتصر استعماله في الولايات المتحدة وأوروبا مضادًا حيويًا بيطريًا، حيث لم يُوافق على استعماله في البشر.[بحاجة لمصدر]

### كبت نقي العظم
قد يسبب الكلورامفينيكول كبت نقي العظم أثناء العلاج؛ وهذا تأثيرٌ سامٌ مباشرٌ للدواء على الميتوكوندريا البشريَّة. يتجلى هذا التأثير أولًا في انخفاض مستويات الهيموغلوبين، والذي يحدث بشكل يمكن التنبؤ به تمامًا بمجرد إعطاء جرعة تراكميَّة تبلغ 20 غرامًا. يُمكن إصلاح فقر الدم بشكلٍ كامل بمجرد إيقاف الدواء ولا يتنبأ بالتطور المستقبلي لفقر الدم اللاتنسجي. أشارت الدراسات التي أجريت على الفئران إلى أنَّ تلف النقي الموجود قد يضاعف أي تلف في النقي ناتج عن التأثيرات السامة للكلورامفينيكول.

### ابيضاض الدم
يحدث في ابيضاض الدم زيادةٌ شاذة في خلايا الدم البيضاء غير الناضجة، وهو سرطانٌ يصيب الدم أو نخاع العظام. يزداد خطر الإصابة بابيضاض الدم لدى الأطفال، كما هو موضحٌ في دراسةٍ صينيةٍ للحالات والشواهد، ويزداد الخطر مع طول فترة العلاج.

### متلازمة الطفل الرمادي
ارتبط استخدام الكلورامفينيكول بالوريد بما يسمى «متلازمة الطفل الرمادي». تحدث هذه الظاهرة عند الأطفال حديثي الولادة؛ وذلك لعدم امتلاكهم إنزيمات الكبد الوظيفية بالكامل بعد (أي ناقلة الغلوكورونوزيل-ثنائي فسفات اليوريدين [الإنجليزية])، لذلك يظل الجسم غير قادرٍ على استقلاب الكلورامفينيكول. يتسبب هذا في العديد من الآثار الضائرة، وتتضمن انخفاض ضغط الدم والزراق. يمكن الوقاية من هذه الحالة باستعمال الدواء بالجرعات الموصى بها ومراقبة مستويات الدم.

### فرط التحسس
قد تحدث حمى، طفح بقعي وحويصلي، وذمة وعائيَّة، شرى، صدمة حساسية. وقد حدثت تفاعلات هيكسهايمر أثناء علاج بحمى التيفوئيد.

### السمية العصبية
أشار بعض المرضى الذين يتلقون الكلورامفينيكول إلى تسببه بحدوث صداع واكتئاب طفيف وتخليط عقلي وهذيان. كما وُثقت حالاتٌ من التهاب العصب البصري والتهاب الأعصاب المحيطيَّة، ويحدث هذا عادةً بعد العلاج لمدةٍ طويلة. إذا حدث هذا، فيجب إيقاف الدواء فورًا. ومن المفترض أنَّ هذا يحدث بسبب تأثيرات الكلورامفينيكول على استقلاب فيتامينات بي، وخاصةً بي 12.

## الحركية الدوائية
الكلورامفينيكول جزيء صغير وهو حلول (قابل للانحلال) للغاية في الليبيدات (الدهون)، ولديه قدرة ضعيفة نسبيًا على الارتباط مع البروتينات. لهذا المضاد الحيوي حجم توزع ظاهري كبير، ويستطيع أن يتغلل بكفاءة إلى جميع الأنسجة الحيوية في الجسم، بما في ذلك الدماغ البشري. من جهة أخرى، لا يكون توزع الكلورامفينيكول في الجسم متجانسًا، إذ يتركز في الكبد والكليتين، في حين يكون أقل تركيز له في الدماغ والسائل الدماغي الشوكي. يساهم الكلورامفينيكول في زيادة امتصاص الحديد.

### الاستخدام في حالات علاجية خاصة
يحدث أيض (استقلاب) الكلورامفينيكول في الكبد إلى شكل الغلوكورونات، لذا في حالات أمراض الكبد يجب تخفيض مقدار الجرعة وضبطها بإشراف الطبيب المختص. في النهاية تطرح أغلب جرعة الكلورامفينيكول من الكليتين على هيئة مستقلب الغلوكورونات غير الفعال، في حين أن نسبة قليلة جدًا تبقى بالشكل الفعال على هيئة كلورامفينيكول أثناء عملية الإطراح من الكليتين، لذلك ينبغي في حالات القصور الكلوي مراقبة وتحليل بلازما الدم. يمكن أن تحدث عملية الإطراح من الكليتين لمركب إستر سكسينيات الكلورامفينيكول، وهو دواء أولي يحقن وريديًا، من دون أن يحدث عليه أي تغيير، وذلك بشكل أكبر من الكلورامفينيكول القاعدي؛ وهذا هو السبب الرئيسي لمَ تكون مستويات الكلورامفينيكول في الدم أقل كثيرًا عندما يحقن وريديًا مقارنةً بالإعطاء الفموي. يستطيع الكلورامفينيكول أن يعبر إلى حليب الأم، لذا ينبغي تجنبه أثناء الإرضاع.

### مراقبة الجرعة
يجب أن تخضع مستويات الكلورامفينيكول في الأطفال الرضع للمراقبة، وكذلك عند المرضى الذين لديهم اختلال في وظائف الكبد. بالإضافة إلى ذلك، يجب أن تخضع جرعات الكلورامفينيكول للمراقبة عند جميع الأطفال دون سن الرابعة، وعند كبار السن، وعند مرضى القصور الكلوي. بما أن نجاعة وسميَّة الكلورامفينيكول تكون مترافقة مع تركيز أعظمي في المصل فإنَّ المستويات الأعظمية (بعد ساعة من الجرعة الوريدية) ينبغي أن تكون 10–20 ميكروغرام/مليللتر (أقل بشكل واضح من مستوى الجرعة السامة عند 40 ميكروغرام/مليللتر)؛ في حين أنَّ المستويات الدنيا ينبغي أن تكون في مجال تركيز بين 5–10 ميكروغرام/مليللتر.

### التآثرات الدوائية
يمنع إعطاء الكلورامفينيكول بشكل مرافق لأدوية كبت نقي العظم، رغم وجود جدل فيما يخص حدوث فقر الدم اللاتنسجي المترافق مع قطرات الكلورامفينيكول العينية. يعد الكلورامفينيكول مثبط قوي للنظائر البروتينية
للسيتوكروم P450 من CYP2C19 وCYP3A4 في الكبد.
يؤدي تثبيط CYP2C19 إلى تضاؤل الأيض، وذلك بدوره يؤدي في حال إعطاء الكلورامفينيكول بشكل مترافق مع أدويةٍ أخرى إلى ازدياد تراكيزها في الكبد، وذلك يشمل مضادات الاكتئاب ومضادات الاختلاج ومثبطات مضخة البروتون ومضادات التخثر. بالمقابل، يؤدي تثبيط CYP3A4 إلى ازدياد تراكيز الأدوية مرافقة أخرى مثل حاصرات قنوات الكالسيوم وأدوية كبت المناعة وعقاقير العلاج الكيميائي للسرطان والمضادات الفطرية الآزولية ومضادات الاكتئاب ثلاثية الحلقات والمضادات الحيوية الماكروليدية ومثبطات استرداد السيروتونين الانتقائية والستاتينات ومضادات اضطراب النظم ومضادات الفيروسات ومضادات التخثر ومثبط فوسفو ثنائي إستراز النوع 5 (PDE5).

### العقاقير المناهضة
يعد الكلورامفينيكول عقارًا مناهضًا مع أغلب السيفالوسبورينات، لذا ينبغي تجنب ترافقها في العلاج.

### التآزر الدوائي
أظهر الكلورامفينيكول أثرًا تآزريًا عند مصاحبة علاجه في حالات سريرية فردية مع الفوسفوميسين ضد المعوية البرازية.

## آلية العمل
الكلورامفينيكول هو عامل كابح للبكتيريا ومثبط لتخليق البروتين؛ إذ يكبح هذا العقار تفاعلات إطالة السلسلة البروتينية عن طريق تثبيط فعالية الإنزيم الناقل للببتيديل (ببتيديل ترانسفيراز) في الريبوسومات داخل البكتيريا. يرتبط هذا المضاد الحيوي بشكل محدد إلى الأحماض الأمينية ذات المواقع A2451 و A2452 في بنية. الحمض النووي الريبوزي الريبوسومي 23S rRNA في الوحيدة 50S؛ الأمر الذي يمنع تشكيل رابطة ببتيدية. يتدخل الكلورامفينيكول بشكل مباشر بآلية ارتباط الركيزة في الريبوسوم، وذلك بشكل مشابه لما يحدث في الماكروليدات، مما يعيق فراغياً استمرار نمو السلسلة الببتيدية واصطناع البروتينات في البكتيريا.

## التاريخ
عُزل الكلورامفينيكول أول مرة من المتسلسلة الفنزويلية عام 1947، وعيّنَت ميلدريد ريبستوك مع فريقٍ من العلماء البنية الكيميائية للمركب وطريقتهم في اصطناعه عام 1949.:26
استدعى السيناتور الأمريكي إدوارد كينيدي تجربتين سريرتين في أسبابه الابتدائية لإجراء اللجنة الفرعية بمجلس الشيوخ تحقيقات بخصوص التجارب السريرية الخطيرة على البشر عام 1972، وهما تجربة توسكيجي للزهري وتجارب الكلورامفينيكول على الأطفال الرضع في لوس أنجلوس عام 1958.
صُنف الكلورامفينيكول في عام 2007 بأنه «مسرطن محتمل للبشر» وفقًا لمعايير منظمة الصحة العالمية لتراكم التقارير التي تربط بين فقر الدم اللاتنسجي واضطرابات الدم وبين قطرات العين المحتوية على الكلورامفينيكول، واستنادًا إلى تقارير الحالات المنشورة والتقارير العفوية المُحالة إلى السجل الوطني للآثار الجانبية الدوائية المرتبطة بالعين.

## المجتمع والثقافة

### التسميات
الكلورامفينيكول هو دواء مكافئ متوفر عالميًا بأسماء تجارية عديدة، كما أن الكلورامفينيكول يحمل أسماءً جنيسية أخرى في أوروبا الشرقية وآسيا ومنها الكلورونترومايسين والليڤومايسيتين والكلورومايسيتين، ويُعرف المزيج الراسيمي من الكلورامفينيكول باسم سينثومايسيتين (بالإنجليزية: synthomycetin)‏.

### التركيبات

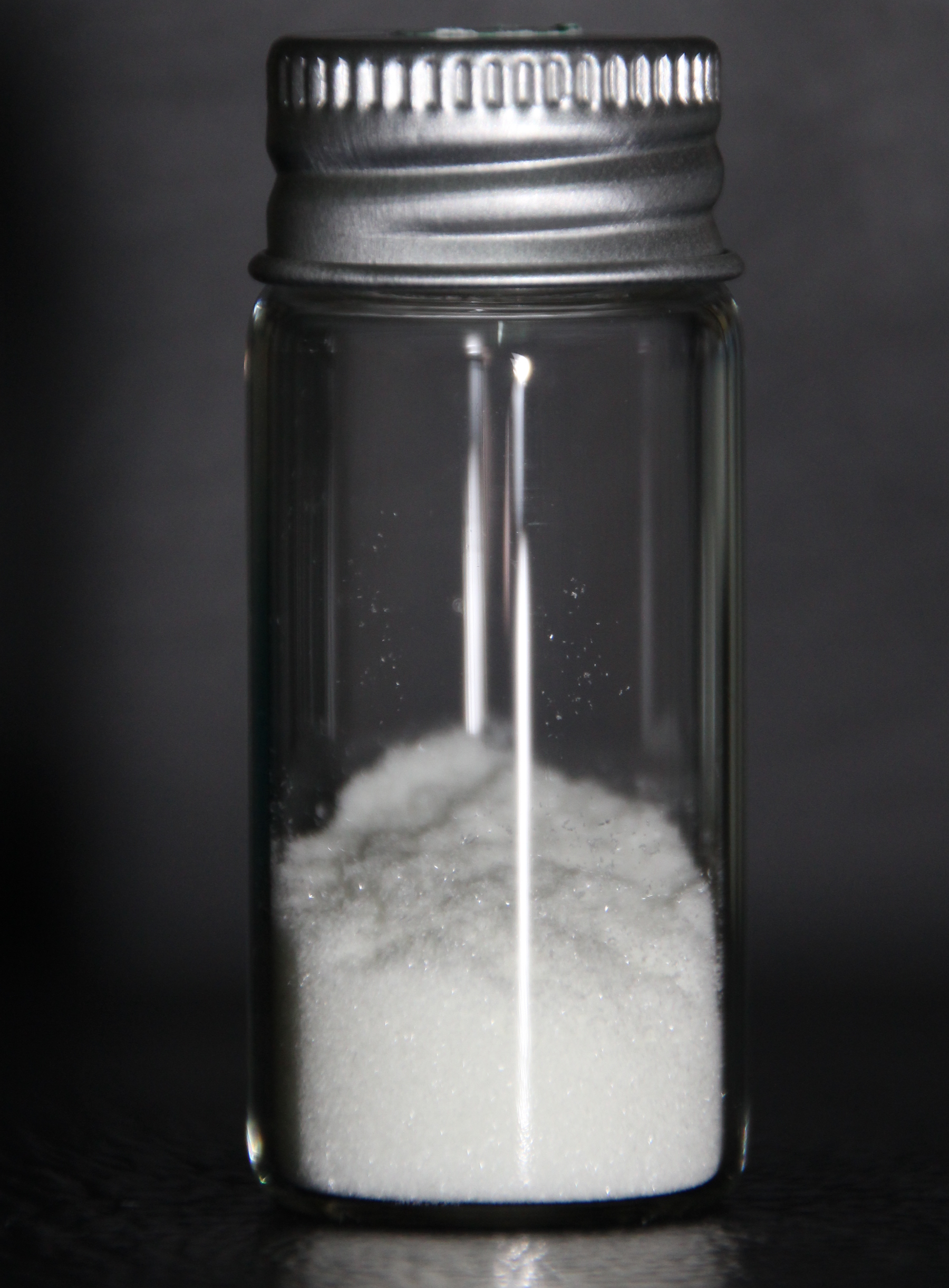
كلورامفينيكول نقي

يتوفر الكلورامفينيكول على شكل كبسولات أو سائل، ويبُاع في بعض البلدان على شكل إستر بالميتات الكلورامفينيكول، وهو مركبٌ غير نشط يتحلل إلى الكلورامفينيكول النشط في الأمعاء الدقيقة. لا فرق في التوافر الحيوي بين الكلورامفينيكول وإستر بالميتات الكلورامفينيكول.[بحاجة لمصدر]
أُوقِف تصنيع الكلورامفينيكول الفموي في الولايات المتحدة عام 1991؛ لأنَّ الغالبية العظمى من حالات فقر الدم اللاتنسجي المرتبطة بالكلورامفينيكول ارتبطت بالمستحضرات الفمويَّة. لا يتوفر حاليًا أي مستحضر فموي للاستخدام البشري للكلورامفينيكول في الولايات المتحدة.
يُحضّر الكلورامفينيكول من الإيثانول في مجال علم الأحياء الجزيئي.[بحاجة لمصدر]

#### المعالجة الوريدية
يحضر الكلورامفينيكول للاستخدام الوريدي على شكل إستر السكسينات. ولكنَّ مشكلة هذا المركب أنه دواء أولي غير نشط، ويجب أن يتحلل أولًا إلى الكلورامفينيكول النشط، وغالبًا ما تكون عملية التحلل غير مكتملة، حيث يفقد 30% من الجرعة وتُطرح عبر البول، فتصل تركيزات الكلورامفينيكول في المصل عند إعطائه وريديًا إلى 70% فقط من تلك التي تتوفر عند إعطائه فمويًا، ولذلك يجب زيادة الجرعة إلى 75 ملغم/كغم/يوم عند إعطائه وريديًا لتحقيق مستويات مكافئة للجرعة الفمويَّة.

#### الكلورامفينيكول الزيتي
الكلورامفينيكول الزيتي أو معلق الكلورامفينيكول الزيتي هو مستحضر طويل المفعول من الكلورامفينيكول قدمته لأول مرة شركة روسيل عام 1954، وسُوّق تحت اسم تيفومايسين (بالإنجليزية: Tifomycine)‏ لعلاج حمى التيفوئيد. أوقفت روسيل إنتاجه عام 1995، ولكن تولت رابطة الصيدلة الدولية [الإنجليزية] تصنيعه منذ عام 1998، حيث بدأت أولًا في مالطا ثم الهند بدءًا من ديسمبر 2004.
استُخدم الكلورامفينيكول الزيتي لأول مرة في علاج التهاب السحايا عام 1975، وأظهرت العديد من الدراسات منذ ذلك الحين فعاليته. يُعتبر العلاج الأرخص لالتهاب السحايا (5 دولارات أمريكية لكل دورة علاجية، مقارنة بثلاثين دولارًا للأمبيسيلين و15 دولارًا لمدة خمسة أيام من السيفترياكسون)، كما أنَّ له ميزة كبيرة تتمثل في الحاجة إلى حقنة واحدة فقط، بينما يُعطى السيفترياكسون عادة يوميًا لمدة خمسة أيام. ولكن قد تتغير هذه التوصية الآن بعد أن أثبتت دراسات أنَّ جرعة واحدة من السيفترياكسون (بتكلفة 3 دولارات) تعادل جرعة واحدة من الكلورامفينيكول الزيتي.

#### قطرات العين
يُستخدم الكلورامفينيكول موضعيًا -مثل المراهم وقطرات العين- لعلاج التهاب الملتحمة البكتيري. أشارت تقارير حالات منفردة إلى حصول إصابات بفقر الدم اللاتنسجي بعد استخدام قطرات العين التي تحتوي على الكلورامفينيكول، ولكن يُقدَّر أن الخطر أقل من حالة واحدة بين كل 224,716. يُستخدم هذا العلاج وقائيًا في المكسيك بين حديثي الولادة لعلاج الرمد الوليدي.

## الاستعمالات البيطرية
يدخل الكلورامفينيكول في بعض الاستعمالات البيطرية المهمة على الرغم من تقييد استخدامه بشدة في الطب البيطري. يعتبر الكلورامفينيكول إلى الآن الدواء الأكثر فعالية في علاج داء المتدثرات في الكوالا، حيث إنه قد أجريت فحوصات حول الحركية الدوائية للكلورامفينيكول في الكوالا.

## الاصطناع الحيوي
وصفت المجموعات والمسارات الجينية في الاصطناع الحيوي للكلورامفينيكول انطلاقًا من المتسلسلة الفنزويلية (ISP5230)؛ المعروفة أيضًا تحت الاختصار ATCC 17102. يعرف حاليًا الأدوار الوظيفية لسبعة عشر جينًا من بين المجموعات الجينية الداخلة في عملية الاصطناع الحيوي لهذا المضاد الحيوي.

## الهوامش
- «1»: كلورامْفينيكول[ar 1] أو كلورامفنيكول[ar 2] أو كُلُور أمِفينيكول[ar 3] أو كلورام فينيكول[ar 4] (بالإنجليزية: Chloramphenicol)‏.

### باللغة الإنجليزية
1. ↑  "Chloramphenicol". PubChem. مؤرشف من الأصل في 2016-11-15.
2. ↑  Woods AL (2008). Delmar nurse's drug handbook (ط. 2009). Clifton Park, N.Y.: Delmar. ص. 296. ISBN:9781428361065. مؤرشف من الأصل في 2016-03-05.
3. ↑  "Antibiotic abbreviations list". مؤرشف من الأصل في 2024-12-04. اطلع عليه بتاريخ 2023-06-22.
4. ↑  World Health Organization (26 Jul 2023), AWaRe classification of antibiotics for evaluation and monitoring of use, 2023 (بالإنجليزية), QID:Q123466662
5. ↑  "Antibiotic abbreviations list". مؤرشف من الأصل في 2024-12-04. اطلع عليه بتاريخ 2023-06-22.
6. ↑  Jean-Claude Bradley; Antony John Williams; Andrew S.I.D. Lang (2014). "Jean-Claude Bradley Open Melting Point Dataset". Figshare (بالإنجليزية). DOI:10.6084/M9.FIGSHARE.1031637.V2. QID:Q69644056.
7. 1 2 3 4 5 6 7 8 9 10  "Chloramphenicol". The American Society of Health-System Pharmacists. مؤرشف من الأصل في 2015-06-24. اطلع عليه بتاريخ 2015-08-01.
8. ↑  Edwards KH (2009). Optometry: Science, Techniques and Clinical Management (بالإنجليزية). Elsevier Health Sciences. p. 102. ISBN:978-0750687782. Archived from the original on 2017-03-07.
9. ↑  "Chloramphenicol Pregnancy and Breastfeeding Warnings". Multum Information Services. مؤرشف من الأصل في 2015-09-08. اطلع عليه بتاريخ 2015-08-26.
10. 1 2  Pongs O (1979). "Chapter 3: Chloramphenicol". Mechanism of Action of Antibacterial Agents. Antibiotics Volume V Part 1. Berlin, Heidelberg: Springer Berlin Heidelberg. ص. 26–42. ISBN:978-3-642-46403-4.
11. ↑  World Health Organization (2019). World Health Organization model list of essential medicines: 21st list 2019. Geneva: World Health Organization. hdl:10665/325771. WHO/MVP/EMP/IAU/2019.06. License: CC BY-NC-SA 3.0 IGO.
12. ↑  "WHO meningitis epidemic guidelines Africa". مؤرشف من الأصل في 2016-03-05. اطلع عليه بتاريخ 2016-02-29.
13. ↑  Čivljak R، Giannella M، Di Bella S، Petrosillo N (فبراير 2014). "Could chloramphenicol be used against ESKAPE pathogens? A review of in vitro data in the literature from the 21st century". Expert Review of Anti-Infective Therapy. ج. 12 ع. 2: 249–264. DOI:10.1586/14787210.2014.878647. PMID:24392752. S2CID:34134573. مؤرشف من الأصل في 2022-03-03. اطلع عليه بتاريخ 2021-07-02.
14. ↑  Gower EW، Lindsley K، Tulenko SE، Nanji AA، Leyngold I، McDonnell PJ (فبراير 2017). "Perioperative antibiotics for prevention of acute endophthalmitis after cataract surgery". The Cochrane Database of Systematic Reviews. ج. 2017 ع. 2: CD006364. DOI:10.1002/14651858.CD006364.pub3. PMC:5375161. PMID:28192644.
15. ↑  "Chloramphenicol (Chloromycetin) | the Antimicrobial Index Knowledgebase - TOKU-E". مؤرشف من الأصل في 2014-04-23. اطلع عليه بتاريخ 2014-04-21.
16. ↑  Carone BR، Xu T، Murphy KC، Marinus MG (يناير 2014). "High incidence of multiple antibiotic resistant cells in cultures of in enterohemorrhagic Escherichia coli O157:H7". Mutation Research. ج. 759: 1–8. Bibcode:2014MRFMM.759....1C. DOI:10.1016/j.mrfmmm.2013.11.008. PMC:3913999. PMID:24361397.
17. ↑  Moore AM، Patel S، Forsberg KJ، Wang B، Bentley G، Razia Y، Qin X، Tarr PI، Dantas G (2013). "Pediatric fecal microbiota harbor diverse and novel antibiotic resistance genes". PLOS ONE. ج. 8 ع. 11: e78822. Bibcode:2013PLoSO...878822M. DOI:10.1371/journal.pone.0078822. PMC:3827270. PMID:24236055.
18. ↑  Gil JA، Kieser HM، Hopwood DA (1985). "Cloning of a chloramphenicol acetyltransferase gene of Streptomyces acrimycini and its expression in Streptomyces and Escherichia coli". Gene. ج. 38 ع. 1–3: 1–8. DOI:10.1016/0378-1119(85)90197-0. PMID:3905512.
19. ↑  "Chloramphenicol spectrum of bacterial susceptibility and Resistance" (PDF). Product Data Safety Sheet. TOKU-E. ديسمبر 2010. مؤرشف من الأصل (PDF) في 2014-02-11. اطلع عليه بتاريخ 2012-05-15.
20. ↑  Mosher RH، Ranade NP، Schrempf H، Vining LC (فبراير 1990). "Chloramphenicol resistance in Streptomyces: cloning and characterization of a chloramphenicol hydrolase gene from Streptomyces venezuelae". Journal of General Microbiology. ج. 136 ع. 2: 293–301. DOI:10.1099/00221287-136-2-293. PMID:2324705.
21. ↑  Mosher RH، Camp DJ، Yang K، Brown MP، Shaw WV، Vining LC (نوفمبر 1995). "Inactivation of chloramphenicol by O-phosphorylation. A novel resistance mechanism in Streptomyces venezuelae ISP5230, a chloramphenicol producer". The Journal of Biological Chemistry. ج. 270 ع. 45: 27000–27006. DOI:10.1074/jbc.270.45.27000. PMID:7592948.
22. ↑  Hammett-Stabler CA، Johns T (مايو 1998). "Laboratory guidelines for monitoring of antimicrobial drugs. National Academy of Clinical Biochemistry". Clinical Chemistry. ج. 44 ع. 5: 1129–1140. DOI:10.1093/clinchem/44.5.1129. PMID:9590397.
23. ↑  Wallerstein RO، Condit PK، Kasper CK، Brown JW، Morrison FR (يونيو 1969). "Statewide study of chloramphenicol therapy and fatal aplastic anemia". JAMA. ج. 208 ع. 11: 2045–2050. DOI:10.1001/jama.208.11.2045. PMID:5818983.
24. 1 2  Lancaster T، Swart AM، Jick H (فبراير 1998). "Risk of serious haematological toxicity with use of chloramphenicol eye drops in a British general practice database". BMJ. ج. 316 ع. 7132: 667. DOI:10.1136/bmj.316.7132.667. PMC:28473. PMID:9522792.
25. ↑  Yunis AA (سبتمبر 1989). "Chloramphenicol toxicity: 25 years of research". The American Journal of Medicine. ج. 87 ع. 3N: 44N–48N. PMID:2486534.
26. ↑  Morley A، Trainor K، Remes J (أبريل 1976). "Residual marrow damage: possible explanation for idiosyncrasy to chloramphenicol". British Journal of Haematology. ج. 32 ع. 4: 525–531. DOI:10.1111/j.1365-2141.1976.tb00955.x. PMID:1259934. S2CID:40234293.
27. ↑  Shu XO، Gao YT، Linet MS، Brinton LA، Gao RN، Jin F، Fraumeni JF (أكتوبر 1987). "Chloramphenicol use and childhood leukaemia in Shanghai". Lancet. ج. 2 ع. 8565: 934–937. DOI:10.1016/S0140-6736(87)91420-6. PMID:2889862. S2CID:3217082.
28. ↑  McIntyre J، Choonara I (2004). "Drug toxicity in the neonate". Biology of the Neonate. ج. 86 ع. 4: 218–221. DOI:10.1159/000079656. PMID:15249753. S2CID:29906856.
29. ↑  Piñeiro-Carrero VM، Piñeiro EO (أبريل 2004). "Liver" (PDF). Pediatrics. ج. 113 ع. 4 Suppl: 1097–1106. DOI:10.1542/peds.113.S3.1097. PMID:15060205. S2CID:264867934. مؤرشف (PDF) من الأصل في 2021-08-28. اطلع عليه بتاريخ 2012-01-09.
30. ↑  Feder HM (سبتمبر 1986). "Chloramphenicol: what we have learned in the last decade". Southern Medical Journal. ج. 79 ع. 9: 1129–1134. DOI:10.1097/00007611-198609000-00022. PMID:3529436.
31. ↑  Mulhall A، de Louvois J، Hurley R (نوفمبر 1983). "Chloramphenicol toxicity in neonates: its incidence and prevention". British Medical Journal. ج. 287 ع. 6403: 1424–1427. DOI:10.1136/bmj.287.6403.1424. PMC:1549666. PMID:6416440.
32. ↑  Forster J, Hufschmidt C, Niederhoff H, Künzer W (Apr 1985). "[Need for the determination of chloramphenicol levels in the treatment of bacterial-purulent meningitis with chloramphenicol succinate in infants and small children]". Monatsschrift Kinderheilkunde (بالألمانية). 133 (4): 209–213. PMID:4000136.
33. 1 2 3 4  "Drug Insert from DailyMed". مؤرشف من الأصل في 2014-04-19. اطلع عليه بتاريخ 2014-04-18.
34. ↑  Ramilo O, Kinane BT, McCracken GH (May 1988). "Chloramphenicol neurotoxicity". The Pediatric Infectious Disease Journal (بالإنجليزية الأمريكية). 7 (5): 358–359. DOI:10.1097/00006454-198805000-00015. PMID:3380586.
35. ↑  "Iron Supplements". Pill Book, The (ط. 12th revised). New York: Bantam Dell. 2006. ص. 593–596. ISBN:978-0-553-58892-7.
36. ↑  Yogev R، Kolling WM، Williams T (مايو 1981). "Pharmacokinetic comparison of intravenous and oral chloramphenicol in patients with Haemophilus influenzae meningitis". Pediatrics. ج. 67 ع. 5: 656–660. DOI:10.1542/peds.67.5.656. PMID:6973130. S2CID:8701518.
37. ↑  "Drugs and Other Substances in Breast Milk". kidsgrowth.org. مؤرشف من الأصل في 2007-06-23. اطلع عليه بتاريخ 2009-06-19.
38. ↑  Hammett-Stabler CA، Johns T (مايو 1998). "Laboratory guidelines for monitoring of antimicrobial drugs. National Academy of Clinical Biochemistry". Clinical Chemistry. ج. 44 ع. 5: 1129–1140. DOI:10.1093/clinchem/44.5.1129. PMID:9590397.
39. ↑  "Chloramphenicol (Lexi-Drugs)". Lexi-Comp Online. مؤرشف من الأصل في 2013-07-26. اطلع عليه بتاريخ 2014-04-18.
40. ↑  "Practice Guidance: OTC Chloramphenicol Eye Drops" (PDF). Royal Pharmaceutical Society of Great Britain (RPSGB). يونيو 2005. مؤرشف من الأصل (PDF) في 2005-10-22.
41. ↑  Park JY، Kim KA، Kim SL (نوفمبر 2003). "Chloramphenicol is a potent inhibitor of cytochrome P450 isoforms CYP2C19 and CYP3A4 in human liver microsomes". Antimicrobial Agents and Chemotherapy. ج. 47 ع. 11: 3464–3469. DOI:10.1128/AAC.47.11.3464-3469.2003. PMC:253795. PMID:14576103.
42. ↑  "Fakta för förskrivare" [Facts for prescribers] (بالسويدية). FASS – Swedish National Drug Formulary. Archived from the original on 2002-06-11.
43. ↑  Asmar BI، Prainito M، Dajani AS (سبتمبر 1988). "Antagonistic effect of chloramphenicol in combination with cefotaxime or ceftriaxone". Antimicrobial Agents and Chemotherapy. ج. 32 ع. 9: 1375–8. DOI:10.1128/AAC.32.9.1375. PMC:175871. PMID:3195999.
44. ↑  Lagatolla C، Milic J، Imperi F، Cervoni M، Bressan R، Luzzati R، Di Bella S (فبراير 2021). "Synergistic activity of fosfomycin and chloramphenicol against vancomycin-resistant Enterococcus faecium (VREfm) isolates from bloodstream infections". Diagnostic Microbiology and Infectious Disease. ج. 99 ع. 2: 115241. DOI:10.1016/j.diagmicrobio.2020.115241. hdl:11368/2973877. PMID:33130503. S2CID:225174927.
45. ↑  Schifano JM، Edifor R، Sharp JD، Ouyang M، Konkimalla A، Husson RN، Woychik NA (مايو 2013). "Mycobacterial toxin MazF-mt6 inhibits translation through cleavage of 23S rRNA at the ribosomal A site". Proceedings of the National Academy of Sciences of the United States of America. ج. 110 ع. 21: 8501–8506. Bibcode:2013PNAS..110.8501S. DOI:10.1073/pnas.1222031110. PMC:3666664. PMID:23650345.
46. ↑  "Chloramphenicol". The Merck Manual. Rahway, NJ, USA: Merck & Co., Inc. مؤرشف من الأصل في 2010-03-10.
47. ↑  Jardetzky O (يوليو 1963). "Studies on the mechanism of action of chloramphenicol. I. The conformation of chlioramphenicol in solution" (PDF). The Journal of Biological Chemistry. ج. 238 ع. 7: 2498–2508. DOI:10.1016/S0021-9258(19)68000-2. PMID:13957484. مؤرشف (PDF) من الأصل في 2015-12-11.
48. ↑  Wolfe AD، Hahn FE (يناير 1965). "Mode of action of chloramphenicol IX. Effects of chloramphenicol upon a ribosomal amino acid polymerization system and its binding to bacterial ribosome". Biochimica et Biophysica Acta (BBA) - Nucleic Acids and Protein Synthesis. ج. 95: 146–155. DOI:10.1016/0005-2787(65)90219-4. PMID:14289020.
49. ↑  Hahn FE، Wisseman CL، Hopps HE (فبراير 1955). "Mode of action of chloramphenicol. III. Action of chloramphenicol on bacterial energy metabolism". Journal of Bacteriology. ج. 69 ع. 2: 215–223. DOI:10.1128/JB.69.2.215-223.1955. PMC:357505. PMID:14353832.
50. ↑  Mildred C، Crooks HM، John C، Quentin RB (يوليو 1949). "Chloramphenicol (Chloromycetin).IV.Chemical Studies". Journal of the American Chemical Society. ج. 71 ع. 7: 2458–2462. DOI:10.1021/ja01175a065.
51. ↑  Controulis J، Rebstock MC، Crooks HM (يوليو 1949). "Chloramphenicol (Chloromycetin). V. Synthesis". Journal of the American Chemical Society. ج. 71 ع. 7: 2463–2468. DOI:10.1021/ja01175a066.
52. ↑  ""Kennedy Says 45 Babies Died in a Test"". The New York Times. New York. 12 أكتوبر 1972. مؤرشف من الأصل في 2024-12-22. اطلع عليه بتاريخ 2022-12-18.
53. ↑  Fraunfelder FW، Fraunfelder FT (سبتمبر 2013). "Restricting topical ocular chloramphenicol eye drop use in the United States. Did we overreact?". American Journal of Ophthalmology. ج. 156 ع. 3: 420–422. DOI:10.1016/j.ajo.2013.05.004. PMID:23953152.
54. ↑  "International listings for chloramphenicol". Drugs.com (بالإنجليزية). Archived from the original on 2015-07-11. Retrieved 2015-07-09.
55. ↑  The Great Soviet Encyclopedia, 3rd Edition, 1970–1979 (بالإنجليزية) (3rd ed.). The Gale Group, Inc. Archived from the original on 2015-07-11. Retrieved 2015-07-10.
56. ↑  "Chloramphenicol". go.drugbank.com. 23 يونيو 2023. مؤرشف من الأصل في 2024-10-01. اطلع عليه بتاريخ 2023-06-23.
57. ↑  Glazko AJ، Dill WA، Kinkel AW (1977). "Absorption and excretion of parenteral doses of chloramphenicol sodium succinate in comparison with per oral doses of chloramphenicol (abstract)". Clinical Pharmacological Therapy. ج. 21: 104.
58. ↑  Bhutta ZA، Niazi SK، Suria A (مارس–أبريل 1992). "Chloramphenicol clearance in typhoid fever: implications for therapy". Indian Journal of Pediatrics. ج. 59 ع. 2: 213–219. DOI:10.1007/BF02759987. PMID:1398851. S2CID:13369284.
59. ↑  Lewis RF، Dorlencourt F، Pinel J (سبتمبر 1998). "Long-acting oily chloramphenicol for meningococcal meningitis". Lancet. ج. 352 ع. 9130: 823. DOI:10.1016/S0140-6736(05)60723-4. PMID:9737323. S2CID:42224633.
60. ↑  Rey M, Ouedraogo L, Saliou P, Perino L (1976). "Traitement minute de la méningite cérébrospinale épidémique par injection intramusculaire unique de chloramphénicol (suspension huileuse)". Médecine et Maladies Infectieuses (بالفرنسية). 6 (4): 120–124. DOI:10.1016/S0399-077X(76)80134-5.
61. ↑  Nathan N، Borel T، Djibo A، Evans D، Djibo S، Corty JF، Guillerm M، Alberti KP، Pinoges L، Guerin PJ، Legros D (2005). "Ceftriaxone as effective as long-acting chloramphenicol in short-course treatment of meningococcal meningitis during epidemics: a randomised non-inferiority study" (PDF). Lancet. ج. 366 ع. 9482: 308–313. DOI:10.1016/S0140-6736(05)66792-X. hdl:10144/23232. PMID:16039333. S2CID:20885088. مؤرشف من الأصل في 2021-08-28. اطلع عليه بتاريخ 2019-09-24.
62. ↑  Kaštelan S، Anić Jurica S، Orešković S، Župić T، Herman M، Gverović Antunica A، Marković I، Bakija I (نوفمبر 2018). "A Survey of Current Prophylactic Treatment for Ophthalmia Neonatorum in Croatia and a Review of International Preventive Practices". Medical Science Monitor. ج. 24: 8042–8047. DOI:10.12659/MSM.910705. PMC:6240167. PMID:30413681. According to current health policy in Mexico, preventive treatment for ophthalmia neonatorum in neonates is a medico-legal requirement and consists of the application of a single drop of ophthalmic chloramphenicol in both eyes shortly after birth
63. ↑  Boothe DM (مارس 2012). "Chloramphenicol and Congeners". Rahway, NJ, USA: Merck & Co., Inc. مؤرشف من الأصل في 2014-10-31. اطلع عليه بتاريخ 2014-10-31.
64. ↑  Govendir M، Hanger J، Loader JJ، Kimble B، Griffith JE، Black LA، Krockenberger MB، Higgins DP (أبريل 2012). "Plasma concentrations of chloramphenicol after subcutaneous administration to koalas (Phascolarctos cinereus) with chlamydiosis". Journal of Veterinary Pharmacology and Therapeutics. ج. 35 ع. 2: 147–154. DOI:10.1111/j.1365-2885.2011.01307.x. PMID:21569052.
65. ↑  Griffith JE، Higgins DP (نوفمبر 2012). "Diagnosis, treatment and outcomes for koala chlamydiosis at a rehabilitation facility (1995-2005)". Australian Veterinary Journal. ج. 90 ع. 11: 457–463. DOI:10.1111/j.1751-0813.2012.00963.x. PMID:23106328.
66. ↑  Black LA، McLachlan AJ، Griffith JE، Higgins DP، Gillett A، Krockenberger MB، Govendir M (أكتوبر 2013). "Pharmacokinetics of chloramphenicol following administration of intravenous and subcutaneous chloramphenicol sodium succinate, and subcutaneous chloramphenicol, to koalas (Phascolarctos cinereus)". Journal of Veterinary Pharmacology and Therapeutics. ج. 36 ع. 5: 478–485. DOI:10.1111/jvp.12024. PMID:23157306.
67. ↑  He J، Magarvey N، Piraee M، Vining LC (أكتوبر 2001). "The gene cluster for chloramphenicol biosynthesis in Streptomyces venezuelae ISP5230 includes novel shikimate pathway homologues and a monomodular non-ribosomal peptide synthetase gene". Microbiology. ج. 147 ع. Pt 10: 2817–2829. DOI:10.1099/00221287-147-10-2817. PMID:11577160.
68. ↑  Piraee M، White RL، Vining LC (يناير 2004). "Biosynthesis of the dichloroacetyl component of chloramphenicol in Streptomyces venezuelae ISP5230: genes required for halogenation". Microbiology. ج. 150 ع. Pt 1: 85–94. DOI:10.1099/mic.0.26319-0. PMID:14702400.
69. ↑  Vining L، Stuttard C (1995). Genetics and Biochemistry of Antibiotic Production. Boston: Butterworth-Heinemann. ISBN:978-0-7506-9095-9.
70. ↑  Fernández-Martínez LT، Borsetto C، Gomez-Escribano JP، Bibb MJ، Al-Bassam MM، Chandra G، Bibb MJ (ديسمبر 2014). "New insights into chloramphenicol biosynthesis in Streptomyces venezuelae ATCC 10712". Antimicrobial Agents and Chemotherapy. ج. 58 ع. 12: 7441–7450. DOI:10.1128/AAC.04272-14. PMC:4249514. PMID:25267678.

### باللغة العربيَّة
1. ↑  [أ] معجم الصيدلة الموحد (بالعربية والإنجليزية) (ط. 2). بيروت: مكتبة لبنان ناشرون، منظمة الصحة العالمية. 2007. ص. 71. ISBN:978-9953-33-469-1. OCLC:957304728. OL:31692967M. QID:Q116275188.
[ب] محمد مرعشي (2003). معجم مرعشي الطبي الكبير (بالعربية والإنجليزية). بيروت: مكتبة لبنان ناشرون. ص. 859. ISBN:978-9953-33-054-9. OCLC:4771449526. QID:Q98547939.
[جـ] أحمد نبيل أبو خطوة؛ هاني شودري (2022). رانية العرضاوي (المحرر). معجم الكيمياء الحيوية والجينوم والبيولوجيا الجزئية (بالعربية والإنجليزية). جدة: جامعة الملك عبد العزيز. ص. 141. ISBN:978-603-8337-24-0. QID:Q124330658.
[د] عبد العزيز اللبدي (2005)، القاموس الطبي العربي: عربي - عربي (بالعربية والإنجليزية) (ط. 1)، عَمَّان: دار البشير (الأردن)، ص. 101، OCLC:81299958، QID:Q119764318
[هـ] معجم مصطلحات التقانة الحيوية في الغذاء والزراعة (PDF) (بالعربية والإنجليزية). القاهرة: منظمة الأغذية والزراعة. 2021. ص. A-264. DOI:10.4060/CB4260B. ISBN:978-92-5-134262-6. QID:Q110740046.
[و] ميشيل إبراهيم؛ غسان منصور؛ ريتا صياح؛ فادي فرحات (2006). قاموس المصطلحات الطبية: (إنكليزي-عربي)، مع مسرد (فرنسي-إنكليزي) بالتعابير الطبية ذات الجذور المختلفة (بالعربية والإنجليزية) (ط. 1). بيروت: دار الكتب العلمية. ص. 134. ISBN:978-2-7451-5027-1. OCLC:70859660. QID:Q126730603.
2. ↑  [أ] معجم مصطلحات الكيمياء (بالعربية والإنجليزية والفرنسية) (ط. 1)، دمشق: مجمع اللغة العربية بدمشق، 2014، ص. 87، OCLC:931065783، QID:Q113378673
[ب] معجم الكيمياء والصيدلة (بالعربية والإنجليزية)، القاهرة: مجمع اللغة العربية بالقاهرة، ج. 1، 1983، ص. 74، OCLC:23176856، QID:Q119442079
[جـ] معجم المصطلحات الطبية (بالعربية والإنجليزية)، القاهرة: مجمع اللغة العربية بالقاهرة، ج. 1، 1985، ص. 158، QID:Q124465852
[د] حسن بوزيان (2022)، قاموس مصطلحات الكيمياء: عربي فرنسي إنكليزي (بالعربية والفرنسية والإنجليزية)، الجزائر العاصمة: المجلس الأعلى للغة العربية بالجزائر، ص. 36، QID:Q124360842
3. ↑  صادق الهلالي؛ سفيان العسولي (1993). معجم الوراثيات والعلوم البيولوجية والجزيئية (بالعربية والإنجليزية). الإسكندرية: منظمة الصحة العالمية. ص. 60. ISBN:978-92-9021-161-7. OCLC:717204628. QID:Q112584694.
4. ↑  يوسف حتي؛ أحمد شفيق الخطيب (2011). قاموس حتي الطبي الجديد: طبعة جديدة وموسعة ومعززة بالرسوم إنكليزي - عربي مع ملحقات ومسرد عربي - إنكليزي (بالعربية والإنجليزية) (ط. الأولى). بيروت: مكتبة لبنان ناشرون. ص. 164. ISBN:978-9953-86-883-7. OCLC:868913367. QID:Q112962638.